# Respublika–Ata-Žurt
Respublika–Ata-Žurt (in kirghiso Республика–Ата Журт?) è stato un partito politico kirghiso, creato dopo la fusione dei partiti Respublika e Ata-Žurt nel 2014. Tuttavia, i due partiti hanno finito col separarsi nuovamente nel 2020.

## Ideologia
L'obiettivo principale del partito politico è lo sviluppo del liberalismo attraverso diverse riforme, volte ad aumentare la democrazia nel paese e permettere una maggiore trasparenza della burocrazia.
I partiti "Respublika" e "Ata-Žurt" si sono uniti in nome della stabilità e della prosperità del paese, — Kamçıbek Taşiev al congresso straordinario del partito "Respublika—Ata-Zhurt".